# Xynias
Genre
Xynias est un genre d'insectes lépidoptères de la famille des Riodinidae et de la sous-famille des Riodininae. 
Ils résident en Amérique du Sud.

## Dénomination
Le genre a été nommé par William Chapman Hewitson en 1865.

## Liste des espèces
- Xynias lilacina Lathy, 1932; présent au Pérou.
- Xynias lithosina (Bates, 1868); présent au Guyane, en Guyana, en Bolivie en en Équateur et au Brésil

### Source
- funet